# Backusella circina
Backusella circina är en svampart som beskrevs av J.J. Ellis & Hesselt. 1969. Backusella circina ingår i släktet Backusella och familjen Mucoraceae.   Inga underarter finns listade i Catalogue of Life.